# أودبودز
أودبودز (بالإنجليزية: Oddbods) هو مسلسل رسوم متحركة تلفزيوني بريطاني - سنغافوري من إنتاج «توي انيميشن» من أجل كرتون نتورك حيث يعرض في الشرق الأوسط على كرتون نتورك بالعربية وكرتون نتورك (تركيا) منذ 3 اغسطس عام 2015. المسلسل يشبه نوعا ما العمالقة في غزو العمالقة هو مسلسل مشهور في الشرق الأوسط.

## الشخصيات
- فيوز
- زي
- جيف
- نيوت
- سليك
- بابلز
- بوجو
- مرح

## روابط خارجية
- أودبودز على موقع IMDb (الإنجليزية)
- أودبودز على موقع نتفليكس (الإنجليزية)
- أودبودز على موقع كينوبويسك (الروسية)
- أودبودز على موقع قاعدة بيانات الفيلم (الإنجليزية)